# Семён Писарь
Семён Писарь (XV век) — литовский выходец, родоначальник дворянского рода Писаревых. Приехал в Великое княжество Московское и поступил на службу к великому князю Василию II, за что в апреле 1441 года был пожалован поместьем — селом Приданым в Коломенском уезде, опустевшим после набегов татар и разбойников. Получил от великого князя льготную грамоту, освобождавшую от «писчей белки» и «городового дела».
Имел пять сыновей: 
1. Иван по прозванию Иванчин, родоначальник Иванчин-Писаревых;
2. Никита, у Никиты был внук Иван Григорьевич по прозванию Скорняков, от внука пошли Скорняковы-Писаревы;
3. Захарий;
4. Фёдор Большой;
5. Фёдор Меньшой.